# Лопардинце
Лопардинце (на сръбски: Лопардинце или Lopardince) е село в Югоизточна Сърбия, Пчински окръг, община Буяновац.

## История
Манастирската църква „Свети Архангел Гавриил“ е от втората половина на XVI век и има ценни стенописи. В края на XIX век Лопардинце е село в Прешевска кааза на Османската империя. Според статистиката на Васил Кънчов от 1900 г. Лапарница е населявано от 357 жители българи християни. Според патриаршеския митрополит Фирмилиан в 1902 година в Лопейдинце има 60 сръбски патриаршистки къщи.
Според преброяването на населението от 2002 г. селото има 825 жители.
В 1991 година епископ Сава Врански освещава основите на църквата „Свети Георги“. Строителството започва в 2012 година и в 2013 година е осветена от епископ Пахомий Врански. Иконостасът е дело на монахините от манастира „Свети Стефан“ в Горно Жабско.

### Етнически състав
Данните за етническия състав на населението са от преброяването през 2002 г.
- сърби – 817 жители
- албанци – 2 жители
- неизвестно – 6 жители